# Flynas
Flynas (араб. طيران ناس), стилізовано як flynas, раніше Nas Air — внутрішня та міжнародна бюджетна авіакомпанія, що базується в Саудівській Аравії, перша бюджетна авіакомпанія країни. Головний офіс компанії знаходиться в Ер-Ріяді.

## Історія
Saudi Arabian Airlines була єдиною авіакомпанією в країні до 2006 року, коли бюджетні перевізники Nas Air і Sama Airlines отримали ліцензії від уряду. Nas Air була заснована в 2007. Операції почалися в лютому того ж року. Наприкінці 2007 року Nas Air підтвердила замовлення на придбання 20 літаків сімейства Airbus A320.
У листопаді 2013 року компанія змінила назву з Nasair на Flynas. У січні 2017 року Flynas підписала угоду про замовлення 80 літаків сімейства Airbus A320neo з графіком поставок з 2018 по 2026 рік. У листопаді 2018 року компанія Flynas отримала перший літак сімейства Airbus A320neo.

## Корпоративні справи

### Право власності
Станом на жовтень 2014, Flynas був на 63 % у Національного авіаційного холдингу.

## Напрямки
Асьют і Шарм-ель-Шейх в Єгипті вперше стали обслуговуватися перевізником у 2009 році, рейси до останнього спочатку виконувалися на сезонній основі. У 2011 році авіакомпанія розпочала рейси до трьох міст Туреччини: Адана, Антак'я та Стамбул. Того ж року Лахор у Пакистані став другим містом, яке обслуговується в країні, після Карачі. У лютого 2013, були запущені рейси в Янбу з Даммама. Того ж місяця авіакомпанія почала літати з Даммама до Хартума, причому столиця Судану стала першим міжнародним пунктом призначення, який будь-коли сполучався з цим містом Саудівської Аравії.
У лютого 2014, Flynas представив свою програму Global Flight Routes, спрямовану на пропозицію доступних тарифів пасажирам на рейси між Джиддою та пунктами в Африці, Азії та Європі, а також на перевезення релігійних туристів до Саудівської Аравії. У березня 2014, Flynas включив перше з трьох суден Airbus A330, які перевізник орендував у португальської Hi Fly. Ці літаки, включно з моделями –200 і –300, будуть використовуватися для запуску далеких рейсів. Авіакомпанія також планувала додати до свого флоту Airbus A350.
Flynas став першим лоукост-перевізником, який обслуговує ринок Саудівської Аравії та Великої Британії, коли в квітня 2014 запустив сполучення Джидда — Лондон Гетвік, свій перший європейський маршрут на далекі відстані. Середньомагістральні маршрути також були заплановані до Карачі та Лахора, а також далекі маршрути до Джакарти, Куала-Лумпура, Касабланки, Манчестера та Ісламабаду. Тоді ж повинні були початися рейси до Ірану. Манчестер став другим пунктом призначення авіакомпанії у Сполученому Королівстві 7 травня 2014. Каїр став частиною мережі маршрутів у червня 2014, завдяки чому столиця Єгипту стала сьомим пунктом призначення перевізника країні. Сектор Лондон-Гатвік-Ер-Ріяд також буде обслуговуватися з 27 липня того ж року. Через місяць було повідомлено, що рейси до Манчестера будуть припинені з серпня 2014 лише після трьох місяців обслуговування маршруту. Очікувалося, що того місяця індійський ринок буде вперше обслуговуватися рейсами до Гайдарабаду, а потім Кожикоде у вересні 2014 року. У планах також було обслуговувати Францію, а також Китай, Філіппіни, Нігерію та Південну Африку пізніше. Також очікувалось, що Flynas обслуговуватиме ринок США у 2015 році. Однак на початку серпня 2014 Манчестер було видалено зі списку напрямків перевізника, а в жовтні того ж року авіакомпанія оголосила про скасування більшості своїх далеких і середніх рейсів через низьку продуктивність.
У жовтні 2014 року Аль-Касім було включено до маршрутної мережі. Станом на квітень 2015, трьома найкращими внутрішніми маршрутами Flynas з точки зору доступних місць були Джидда (JED)–Ріяд (RUH), Даммам (DMM)–RUH і JED–DMM. Перевізник також здійснює рейси до Хаджу.
У 2021 році Flynas виконувала рейси до Києва та Львова.

### Кодшерингові угоди
Угода про код-шеринг з Etihad датується 2012 роком, що дало змогу Flynas здійснювати партнерство на низці рейсів Etihad, які відправляються з Абу-Дабі. У травні 2016 року авіакомпанія підписала угоду про код-шеринг з Pegasus Airlines.
У лютому 2020 року Flynas приєднався до Міжнародної асоціації повітряного транспорту (IATA), що допоможе компанії «поглибити співпрацю» з іншими авіакомпаніями-членами та збільшити зв'язок за допомогою код-шерінгових угод.

## Флот

### Поточний флот
Станом на березень 2022, флот Flynas складався з наступних літаків:
| Літак           | У використанні | Замовлено | Пасажири | Пасажири | Пасажири | Примітки |  |
| Літак           | У використанні | Замовлено | J        | Y        | Total    | Примітки |  |
| --------------- | -------------- | --------- | -------- | -------- | -------- | -------- |  |
| Airbus A320-200 | 14             | —         | 8        | 162      | 170      |          |  |
| Airbus A320neo  | 22             | 65        | 8        | 166      | 174      |          |  |
| Airbus A321XLR  | —              | 10        |          |          |          |          |  |
| Airbus A330-300 | 3              | —         |          |          |          |          |  |
| Total           | 39             | 75        |          |          |          |          |  |

### Раніше у використанні
За всю свою історію перевізник експлуатував такі повітряні судна:
- Airbus A310-300[14]
- Airbus A319[15]
- Airbus A330-200[16]
- Boeing 737—500[14]
- Boeing 757—200[14]
- Boeing 747-400[16]
- Boeing 767-300ER[16]
- Embraer 190LR[14]
- Embraer 195AR[14]